# Zethus mocsaryi
Zethus mocsaryi är en stekelart som beskrevs av Edoardo Zavattari 1912.
Zethus mocsaryi ingår i släktet Zethus och familjen Eumenidae. Inga underarter finns listade i Catalogue of Life.